# Nyolcvan nap alatt a Föld körül (regény)

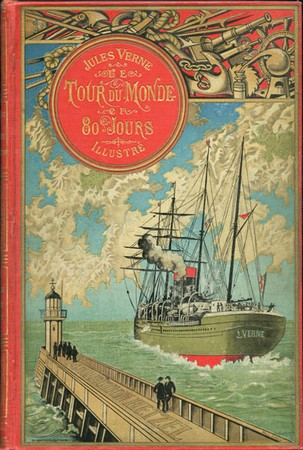
Az 1896-os francia kiadás könyvborítója

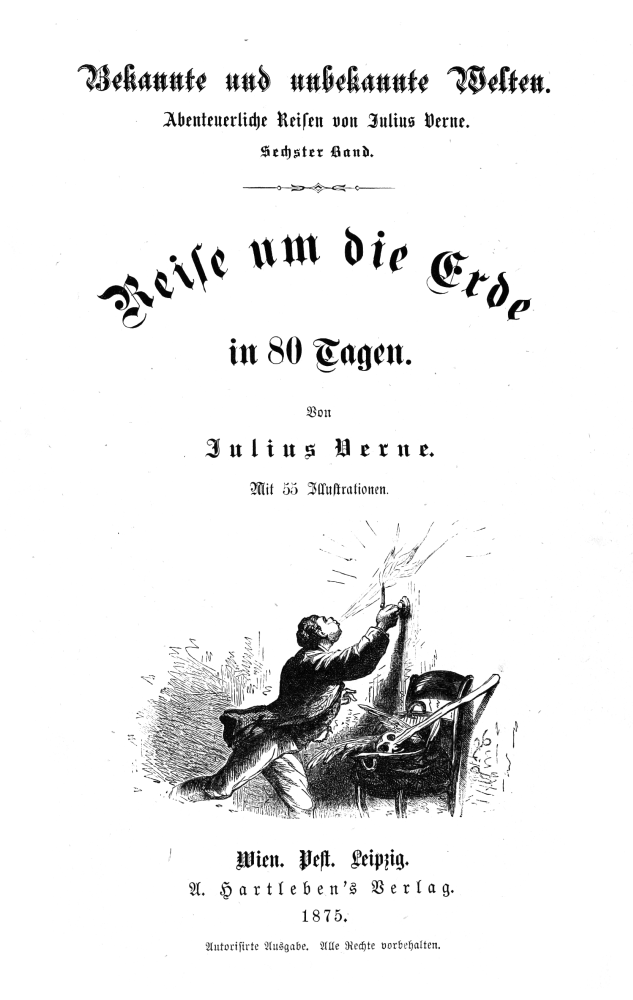
A regény 1875-ös német kiadásának címoldala

A Nyolcvan nap alatt a Föld körül (Le Tour du monde en quatre-vingts jours) Jules Verne Franciaországban 1873-ban megjelent, világszerte népszerű klasszikus kalandregénye. A mű Utazás a Föld körül címmel is megjelent.
A történetben Phileas Fogg, londoni úriember és újonnan alkalmazott francia inasa, Passepartout próbálja megkerülni a Földet 80 nap alatt. A világot körbeutazó, különös utazás tétje 20 ezer font. Erre az akkoriban nehezen megvalósítható, különleges utazásra lehetőséget biztosított már a közlekedés forradalma. Az új közlekedési eszközök: a vasút, a gőzhajó lerövidítette a távolságokat. Ez a regény az egyik legismertebb Verne alkotásai közül. Magyarul először 1876-ban a Franklin Társulat adta ki Szász Károly fordításában, majd 1892-ben Győry Ilona fordításában jelent meg.

## Műfaja, stílusa
A könyv műfaja szerint szórakoztató irodalom, a romantikus kalandregények sorába tartozik, úgy, mint Verne több más regénye is. Jellemző rá, hogy a hős és kalandjai állnak a középpontban, miként fantáziadús hőstettei és megpróbáltatásai is. A főszereplő a fogadás következtében kiszakad megszokott környezetéből, veszélyes helyzetekbe kerül, állandóan vándorol, utazik, de a hosszú hányattatást követően győzelmet arat. Krimire emlékeztető módon a cselekmény egészében üldöztetésben van része, tévedésből bűnözőnek nézik, a célja végrehajtásában folyamatosan akadályokba ütközik. A kalandoknak kevés lélekalakító, jellemformáló hatásuk van, ám az olvasót folytonos meglepetések, váratlan fordulatok érik. A mű cselekményes, fordulatos, romantikus érzelmi szállal átszőtt.

## A regény előzményei
Verne 1862-ben Jules Hetzel könyvkiadóval szerződést kötött, és kötelezte magát arra, hogy évenként két regényt ír, melyeket a kiadó a Különleges utazások (Les Voyages Extraordinaires) sorozatában jelentet meg. 1863-ban kiadták az Öt hét léghajón című regényt, amely akkora sikert aratott, hogy egy éven belül 11 nyelvre lefordították. A szerződés keretében a könyvkiadó egy év múlva kiadta az Utazás a Föld középpontja felé, majd 1865-ben az Utazás a Holdba műveket. A további években folytatódott a sorozat a Hatteras kapitány, a Grant kapitány gyermekei, a Nemo kapitány, az Utazás a Hold körül, Az úszó város, a Három orosz és három angol kalandjai és A prémvadászok regényekkel. Közben Verne, népszerű alkotásainak köszönhetően, 1872-ben elnyerte a Francia Akadémia díját. Az elismerést követő évben jelent meg a Nyolcvan nap alatt a Föld körül.

## Történet
A gazdag angol úriember, Phileas Fogg, a londoni Reform Klub tagja 1872. október 2-án egy klubbéli beszélgetés kapcsán vállalkozik arra, hogy egy 20 ezer fontos fogadás keretében (ami teljes vagyonának mintegy felét tette ki) 80 nap (1920 óra) alatt körbeutazza a Földet. A fogadásban részt vevő felek az útvonalat is meghatározzák: London – Szuez – Bombay – Kalkutta – Hongkong – Jokohama – San Francisco – New York – London.
| Városok                     | Közlekedési eszköz     | Idő    |
| --------------------------- | ---------------------- | ------ |
| Londonból Szuezbe           | vasút és gőzhajó       | 7 nap  |
| Szuezből Bombaybe           | gőzhajó                | 13 nap |
| Bombayből Calcuttába        | vasút és elefánt       | 3 nap  |
| Calcuttából Hongkongba      | gőzhajó                | 13 nap |
| Hongkongból Jokohamába      | gőzhajó                | 6 nap  |
| Jokohamából San Franciscóba | gőzhajó                | 22 nap |
| San Franciscóból New Yorkba | vasút és vitorlás szán | 7 nap  |
| New Yorkból Londonba        | gőzhajó és vasút       | 9 nap  |

Wilbur Fix, a Scotland Yard nyomozója tévesen egy angliai – 50 000 fontos – bankrablás tettesét véli felismerni Foggban, ezért folyamatosan hátráltatja a főhőst célja teljesítésében. Mr. Fogg és kísérője a Szuezből Bombayig tartó hajóúton két nap előnyre tesz szert, amit hamarosan elvesztenek, mert találkoznak Auda hercegnővel, akit a barbár helyi szokások miatt – halott férjével együtt – máglyán akarnak elégetni. Fogg inasa, Passepartout megmenteti a fiatal özvegyasszony életét, így immáron hármasban folytatják az izgalmas versenyfutást az idővel.
A felügyelő Kalkuttában letartóztatja Foggékat, ám ők tetemes óvadék ellenében megmenekülnek a bebörtönzéstől, így Fix tovább kényszerül követni őket Hongkongba. Itt Fogg és Auda lemaradnak a Jokohamába induló Carnatic hajóról. Phileas kibérli a Tankadère kétárbócos hajót, majd a hercegnővel, valamint Fixszel együtt elhajóznak Sanghaj felé. Passepartout, akit az angol nyomozó korábban leitatott, a Carnaticon találja magát. Kábulatában valahogy feljut a gőzhajóra, de a gazdája és útitársa lemaradnak a vízi járműről, mivel nem értesülnek a korábbi indulásról és csak Jokohamában találkoznak újra. A japán kikötővárosban Fix felügyelő megkapja a konzulátuson a Fogg elleni letartóztatási parancsot, de itt semmire sem megy vele, mert már nem angol fennhatóság alatt álló területen tartózkodnak. Jokohamából együtt indulnak tovább San Franciscóba.
Az Amerikába tartó General Grant gőzhajó útja során az angol rendőr felfedi kilétét a francia inas előtt, és közli vele, hogy most már a szövetségese, és nem ellensége Phileasnak, mert minél előbb szeretné őket angol földön látni. A Csendes-óceántól az Atlanti-óceánig 3786 mérföldes utat hét nap alatt teszik meg. A sziú indiánok megtámadják a szerelvényt, és az utasok védekezésre kényszerülnek. Eközben Passepartout eltűnik, de Fogg becsületbeli ügynek tekinti, hogy kiszabadítsa az inasát. Ezt követően egy vitorlás szánnal száguldanak Omaha felé. Innen Chicagóba, majd egy másik vonattal New Yorkba utaznak. A China nevű gőzöst 45 perccel késik le, ezért Fogg a kikötőben megállapodik Andrew Speedy kapitánnyal, hogy vele tarthatnak a teherhajóján. Amikor a teherhajó az óceánon van, a ravasz angol lefizeti a hajó legénységét, hogy más célállomás felé, Liverpool irányába hajózzanak, ezért Speedyt a kabinjába zárják. A kereskedelmi hajón azonban kevés a szén, ezért az utazás vége felé az összes berendezést eltüzelik, hogy elérjék az ír partokat. Queenstownból gyorsvonattal Dublinba mennek, majd innen egy szupergyors steamerrel Liverpoolba. December 21-én, húsz perccel déli tizenkettő előtt Phileas Fogg partot ér a liverpooli kikötőben, ahonnan csupán hat óra választja el Londontól.
Ekkor a túlbuzgó Fix felügyelő letartóztatja Phileas Foggot, akit bankrablónak tart. A félreértés ugyan hamarosan kiderül – az igazi bankrablót három nappal korábban letartóztatta az angol rendőrség – és Foggot szabadon engedik, de a Londonba induló vonatot már lekésték. Bérelt különvonattal utazik a társaság Londonba, de öt perccel a kitűzött határidő után érkeznek meg. Fogg a fogadásról lemondva feleségül akarja venni Auda hercegnőt, ezért elküldi inasát a közelben lakó főtisztelendő úrhoz, hogy vele egyeztessék az esküvő időpontját. Passepartout Samuel Wilsontól tudja meg, hogy 24 órával hamarabb érkeztek vissza az utazásukból, így a gazdája még megnyerheti a fogadást. Lóhalálában a Reform Klubba sietnek, ahová a világutazó másodpercre pontosan meg is érkezik.

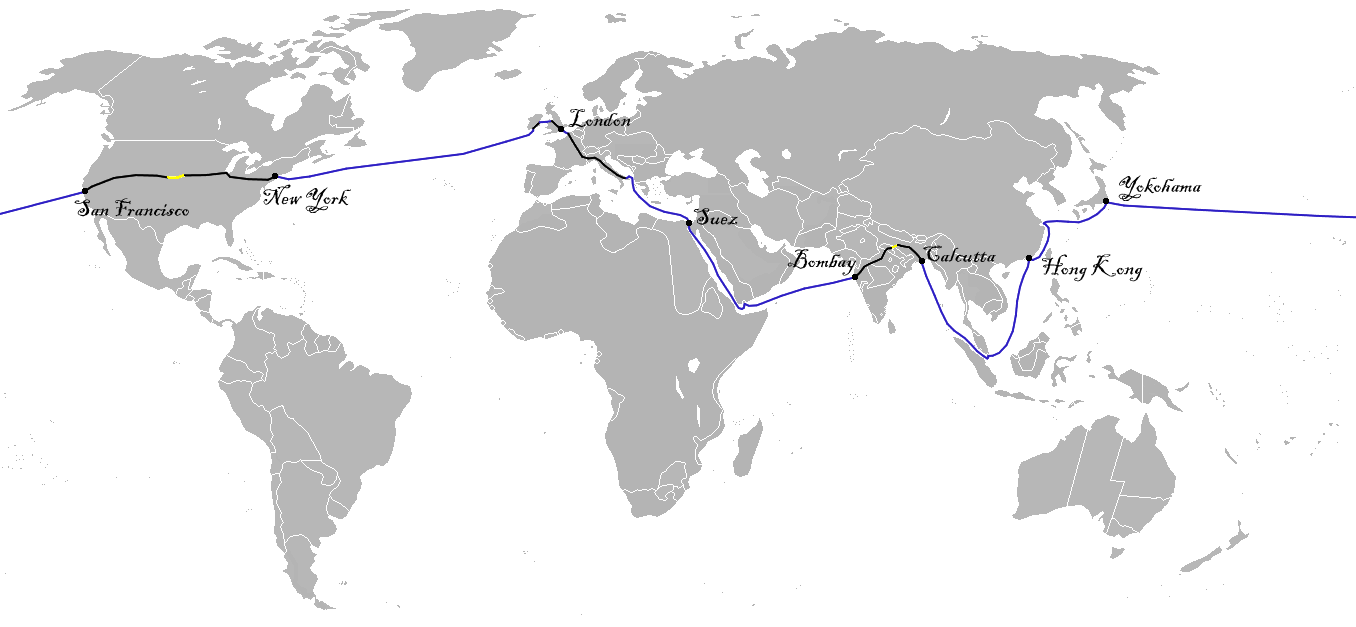
A térkép Phileas Fogg Föld körüli utazását mutatja be a regényben leírtak szerint. Fekete szín: vasút, kék: gőzhajó, sárga: extrém jármű

Phileas Fogg húszezer fontot nyer, az út során 19 ezret költött, a kettő közötti különbséget Passepartout és Wilbur Fix felügyelő között osztja el fele-fele arányban. Fogg mit nyert az utazással?

„Hogy semmit? Mondjuk, hogy semmit, legfeljebb bájos feleségét, aki – bármily hihetetlenül hangzik is – oly boldoggá tette, amilyen boldog még senki sem volt.”

– Részlet a 37. fejezetből

| Egy titok magyarázata | Egy titok magyarázata |
| --- | --------------------- |
| „Íme, a tévedés magyarázata. Igen egyszerű. Phileas Fogg, „anélkül, hogy sejtette volna”, egy nappal megelőzte útitervét – mégpedig azért, mert kelet felé utazta körül a Földet, míg ha ellenkező irányban, vagyis nyugat felé ment volna, akkor veszített volna egy napot. Keletnek tartva ugyanis állandóan a Nap felé haladt, és ezért számára minden egyes nap annyiszor négy percet rövidült, ahány szélességi fokot érintett kelet felé. A Föld kerülete, 360 fokra oszlik, s ha ezt a 360 fokot négy perccel megszorozzuk, pontosan huszonnégy órát kapunk – vagyis éppen annyit, amennyit Phileas Fogg nyert, észrevétlenül. Más szóval: miközben Phileas Fogg, keletnek tartva, nyolcvanszor látta a napot delelni, Londonban maradt kollégái csupán hetvenkilencszer.” – Részlet a 37. fejezetből |                       |

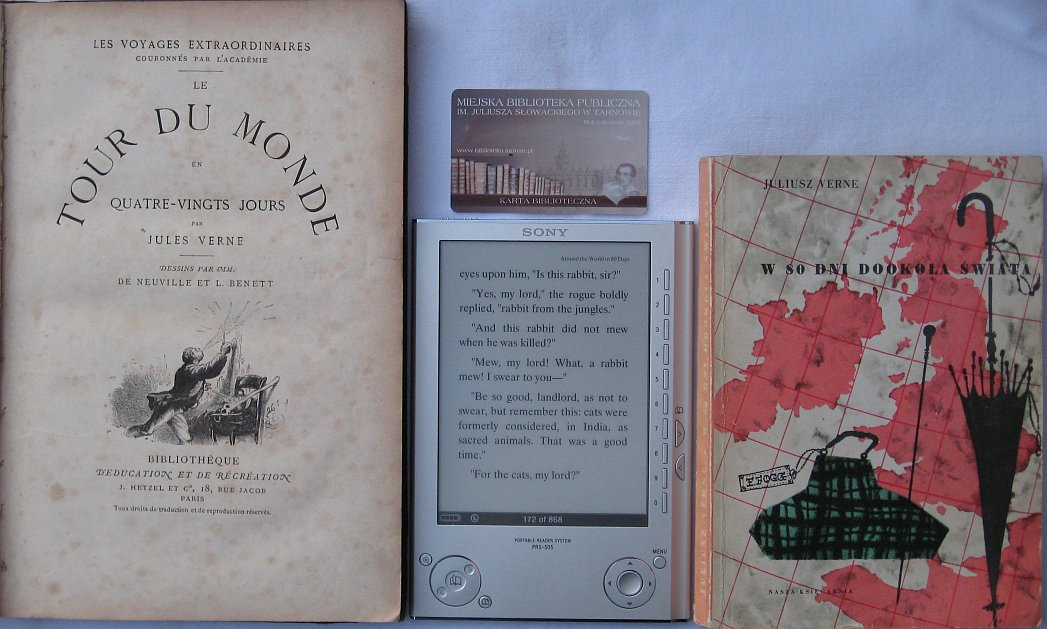
A 80 nap alatt a Föld körül francia, angol és lengyel nyelven

## Szereplők

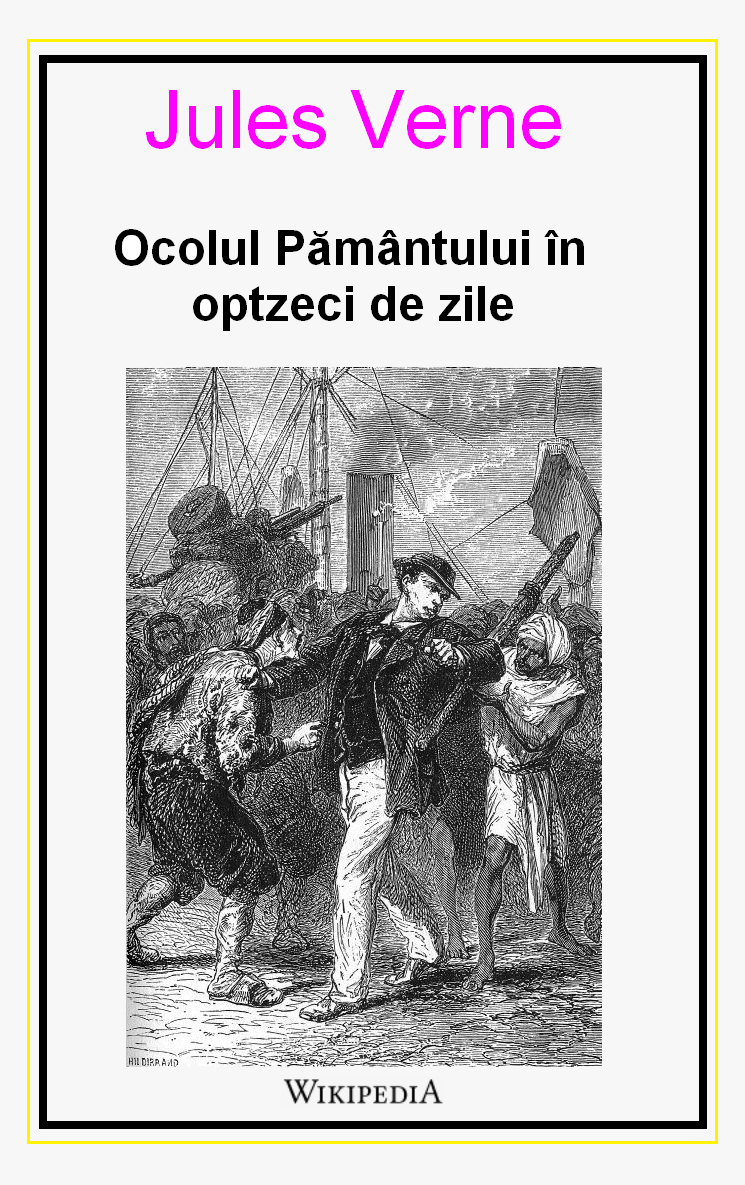
Verne műve románul

### Főszereplők
- Phileas Fogg: a londoni Reform Klub 40 éves, kifogástalanul udvarias, de magának való tagja. A humanizmus, a becsület, az adott szó és az egészséges versenyszellem képviselője a regényben.
- Jean Passepartout: Fogg francia szolgája, aki hűségével és józan paraszti eszével többször kisegíti gazdáját a bajból.
- Auda: indiai hercegnő, akit férje halála után a helyi szokásoknak megfelelően fel akarnak áldozni, de Passepartout megmenti a tűzhaláltól.
- Wilbur Fix: rendőrfelügyelő, aki kitartó kopóként üldözi a történetben a bankrablónak vélt főhőst.

### Mellékszereplők
- Sir Francis Cromarty, az angol hadsereg dandártábornoka
- Andrew Stuart, mérnök
- John Sullivan és Samuel Fallentin, bankárok
- Thomas Flanagan, serfőző
- Ralp Gauthier, az Angol Bank egyik igazgatója
- John Bunsby, a kétárbócos Tankadère kapitánya
- William Batulcar, cirkuszigazgató
- William Hitch, mormon tiszteletes
- Andrew Speedy, a Henrietta kapitánya

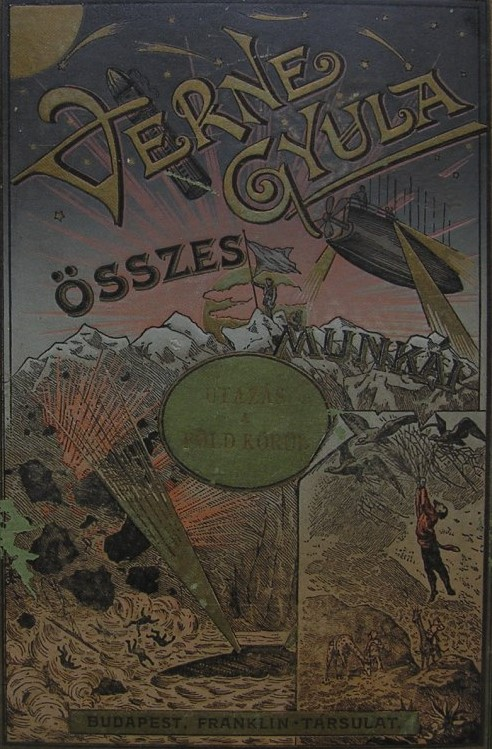
Utazás a Föld körül (1898-as magyar kiadás)

- Samuel Wilson, főtisztelendő

## Kiadások magyar nyelven (válogatás)
| Kiadó                  | Hely     | Év         | Fordító       |
| ---------------------- | -------- | ---------- | ------------- |
| Könyvmolyképző Kiadó   | Szeged   | 2008       | Csatlós János |
| Népszabadság           | Budapest | 2008       | Csatlós János |
| Unikornis Kiadó        | Budapest | 2002       | Csatlós János |
| Puedlo Kiadó           | Debrecen | 2000       | Szász Károly  |
| Alexandra Kiadó        | Pécs     | 1996       | Csatlós János |
| Móra Ferenc Könyvkiadó | Budapest | 1957, 1980 | Csatlós János |
| Franklin Társulat      | Budapest | 1898       | Szász Károly  |
| Franklin Társulat      | Budapest | 1892       | Győry Ilona   |

## Háttér és elemzés
A Nyolcvan nap alatt a Föld körül nehéz időkben íródott, Franciaország és Verne számára is. Ekkor zajlott a porosz–francia háború, melyben Vernét besorozták a parti őrségbe. Az író ekkor pénzügyi gondokkal is küzdött (előző munkáiért nem kapott szerzői jogdíjat), ráadásul az édesapja ekkoriban hunyt el, valamint tanúja volt egy nyilvános kivégzésnek, ami igen felkavarta őt. Mindezek ellenére Verne új könyvén dolgozott, melynek ötlete egyik délután újságolvasás közben fogant meg benne egy párizsi kávéházban.
A XIX. század technológiai újításai lehetőséget teremtettek a Föld gyors körülhajózására, az ebből adódó kilátások pedig lenyűgözték Vernét és olvasóit. 1869 és 1870 között három technológiai áttörés történt, melyek első ízben tették lehetővé egy világ körüli út megtételét. Ezek a következők voltak: az első transzkontinentális vasútvonal befejezése az Amerikai Egyesült Államokban (1869), az indiai vasútvonalak összekapcsolása a szubkontinens területén (1870), és a Szuezi-csatorna megnyitása (1869). A felfedezések kora a végéhez közeledett, és egy olyan korszak közeledett, amelyben a turizmus teljesen globálissá válhat. A képzelet szárnyra kapott attól, hogy bárki leülhet, összeállíthat egy ütemtervet, jegyet vehet és körbeutazhatja a világot. Ezt korábban csak a leghősiesebb és legedzettebb kalandorok tehették meg.
Vernét gyakran futurista vagy sci-fi-írónak bélyegzik, de egyik legsikeresebb művében, a Nyolcvan nap alatt a Föld körül címűben egy csepp sci-fi elem sincsen. Futurisztikus regény helyett inkább a Brit Birodalom emlékezetes portréjának tekinthető az alkotás, „az országénak, ahol a nap soha nem nyugszik le”. Ezt a portrét egy kívülálló festette nem sokkal azelőtt, hogy a birodalom elérte volna a csúcspontját. A könyv bővelkedik azoknak az általános viselkedésformáknak a megjelenítésében, amelyek az előkelő angolokra, vagy tágabb értelemben a britekre jellemző. Például a 12. fejezetben a következő hangzik el, amikor a csapat elefántháton „üget” végig a dzsungelen: „A két utas azonban ízig-vérig angol flegmával tűrte helyzetét; nemigen társalogtak, és alig látták egymást.” Amikor pedig a 25. fejezetben Foggot sértegetik San Fransiscóban, Fix detektív elismeri, hogy „Amint látjuk, Mr. Fogg az a fajta angol volt, aki odahaza nem tűri a párbajt, de külföldön megverekszik a becsületéért.”
A regény záró dátuma 1872. december 21, ugyanaz a nap, amikor a regényt folyóiratban publikálták. Mivel először folytatásokban jelentették meg, ezért néhány olvasó azt hitte, hogy az utazás valójában megtörtént: fogadásokat kötöttek, néhány vonalhajózási és vasúttársaság pedig befolyásolni igyekezett Vernét, hogy szerepelhessenek a könyvben. Azt nem tudni, hogy Verne eleget tett-e kéréseiknek, de a könyvben található leírások arra engednek következtetni, hogy igen.
Habár a történetet sokszor a léghajós utazással hozzák összefüggésbe, ezt az ikonikus szimbólumot Verne ebben a művében nem használta: az ötlet felmerült a 32. fejezetben, de aztán el is vetették. „Márpedig mindenáron át kell jutnia az Atlanti-óceánon - még ha léghajóra is száll, ami azonban fölöttébb kalandos vállalkozás volna, és amúgy sem megvalósítható.” A népszerű, 1956-os filmadaptáció azonban felhasználta a léghajó ötletét, és mára már a történet mitológiájának részévé nőtte ki magát, és még egyes könyvborítókon is szerepel. Ez a cselekményelem Verne korábbi, az őt híressé tevő Öt hét léghajón című munkájára emlékeztetheti az olvasót.

## Irodalmi jelentősége és kritikák
1. „Emlékeztetnénk az olvasókat, hogy Verne úr bűvészmutatványa nem az első, amit létrehozott, azonban itt úgyszólván összegezte és koncentrálta eddigi életművét. Nem lehet eléggé dicsérni könyveit, amelyek valóban  hasznosak, szórakoztatóak, megrendítőek és erkölcsösek ... Amerika és Európa létrehozta már a maga riválisait, de ezek minden esetben észrevehetően gyengébbek voltak.” –írta Henri Trianon 1873-ban a Le Constitutionnel-ben [18]
2. Léon Blum  1905-ben a L'Humanitében megjelent cikkében így méltatja a művet: „Az első könyvei, a 80 nap alatt a Föld körül, vagy az Utazás a Holdba a legjobb művei szerintem, azonban ezeket teljességükben kell nézni inkább, mint részleteiben, azok hatásait kell inkább vizsgálni, mint azok belső minőségét. Az elmúlt negyven évben nincs olyan mű, ami hasonlóan nagy hatással lett volna a gyerekekre itt vagy Európa más országaiban. Ez a hatás jó volt, amennyire ezt ma meg lehet ítélni.”[19]
3. Jean Cocteau szerint „Verne Gyula remekműve ösztönözte a gyermekkorunkat, és többet tanított nekünk, mint az összes atlasz: a kaland ízére és az utazás szeretetére. »Harmincezer bankjegy önnek kapitány, ha egy órán belül elérjük Liverpoolt!« Phileas Foggnak ez a kiáltása marad számomra a tenger hívása.”[20]
4. Lev Tolsztojról írta Cirill Andrejev:  „Lev Tolsztoj szerette Verne műveit. »Jules Verne regényei páratlanok«, mondogatta. »Felnőttként olvastam őket, és emlékszem, hogy felizgatott. Jules Verne elképesztő mestere az elbeszélés művészi  felépítésének, amivel lenyűgözi és lelkesíti az olvasót.«”[21]

## Hatása

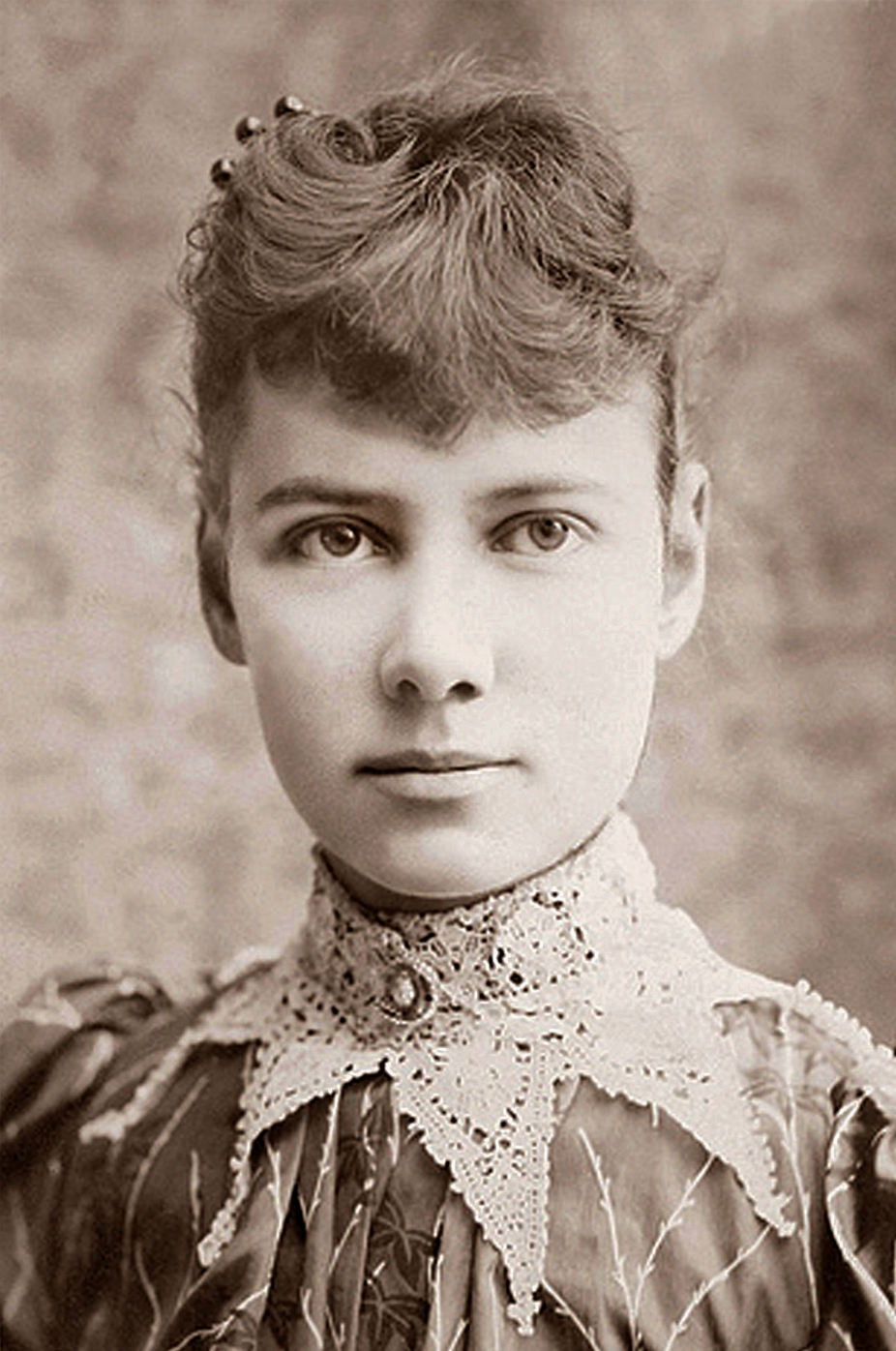
Nellie Bly

A Nyolcvan nap alatt a Föld körül regény sokakat utazásra ösztönzött.
- Nellie Bly,[22] egy amerikai hölgy 1889-ben 72 nap alatt tette meg a Föld körüli utat, Verne táviratban köszöntötte.
- 1901-ben a transzszibériai vasút átadása után egy párizsi újságíró, Gaston Stiegler 63 nap alatt valósította meg a regényben leírtakat.[23]
- 1987-ben a Sunday Times írt arról, hogy több mint 100 évvel Fogg bolygókerülése után több időt venne igénybe a retró utazás. A menetrendi egyeztetés, a hivatalos papírok beszerzése (az útlevelek, vízumok megszerzése), a hajójáratok hiánya miatt 22 nappal több időre lenne szüksége a kalandra vállalkozónak.
- A BBC 1988-ban felkérte Michael Palint, hogy a korabeli körülményeknek megfelelően próbálja meg Fogg útját bejárni. A színész 79 nap alatt teljesítette a körutat.[24][25]

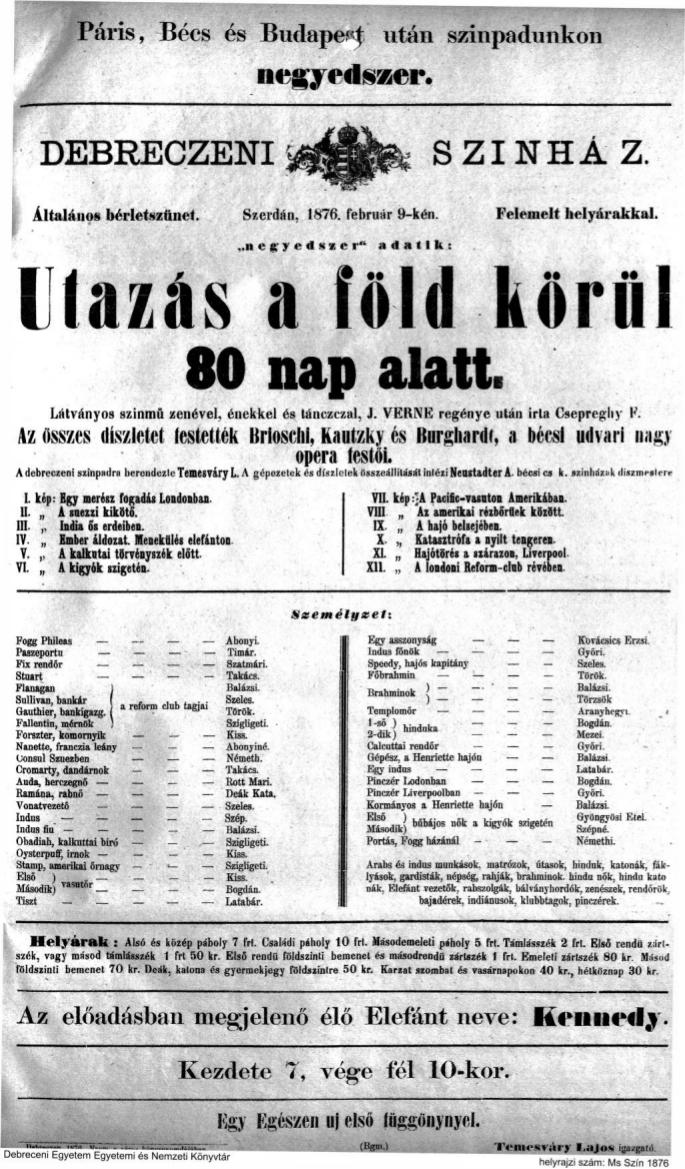
A debreceni előadás plakátja (1876)

## Színház
A művet színpadra is alkalmazták: játszották Párizsban, Bécsben. Magyarországon Csepreghy Ferencnek a Verne-regény nyomán írt darabját adták elő nagy sikerrel a budapesti Népszínházban, majd hamarosan Debrecenben is.
A Vasárnapi Ujság 1875. december 26-i számában ezt közli: "A népszínház részéről a hét elején következő értesitést bocsátották ki: Decz. 27-n kerül először szinre: „Utazás a föld körül 80 nap alatt". Látványos színmű zenével, énekkel és tánczczal, J. Verne regénye után irta Csepreghy Ferencz. 1. kép: Egy merész fogadás Londonban. 2. kép: A suezi kikötő. 3. kép: India őserdeiben. 4. kép: Emberáldozat. Menekülés elefánton. 5. kép: A kalkuttai törvényszék előtt. 6. kép: A kigyók szigetén s a bajadérek ligetében. 7. kép: A Pacific-vasuton Amerikában. 8. kép: Az amerikai rézbőrűek között. 9. kép: A hajó belsejében. 10. kép: Katasztrófa a nyilt tengeren. 11. kép: Hajótörés a szárazon. Liverpool. 12. kép: A londoni reformklub révében." A Szabolcs c. hetilap 1876. február 20-án "a debreczeni szinház legnevezetesebb ujdonságának" minősíti a darabot és beszámol arról, hogy mind a tíz előadás "zsufolt ház előtt" ment le.
2023-ban a Vígszínházban mutatták be Magács László rendezésében a "80 nap a Föld körül" színdarabot, amely Verne, Lóci játszik és Divinyi Réka ötletei alapján készült. A főbb szerepekben Karácsonyi Zoltán (Phileas Fogg), Szántó Balázs (Jean Passepartout) és Hirtling István (Fix felügyelő).

## Filmfeldolgozások
- A 80 nap alatt a Föld körül (1919)[29] egy fekete-fehér némafilm-paródia Richard Oswald rendezésében. A filmnek ma már nincs elérhető változata.
- Az An Indian Fantasy Story (Indiai fantáziatörténet) egy befejezetlen francia-angol alkotás 1938-ból, ami a Reform Club-i fogadást, illetve az indiai hercegnő megmentését mutatja be. A filmet sosem fejezték be.[30]
- A legismertebb feldolgozás 1956-ban került napvilágra: 80 nap alatt a Föld körül címmel, David Niven, Shirley MacLaine és Cantinflas főszereplésével, valamint világsztárok sorával (pl. Buster Keaton, Marlene Dietrich, Frank Sinatra) még a kis szerepekben is.[31] Ez az alkotás többnyire követte az eredeti történetet, bár Franciaországot a regénytől eltérően a Nadar tervezte léghajóval szelik át. A film nyolc Oscar-díj jelölésből ötöt nyert meg, többek közt a legjobb filmnek járó díjat.
- A Have Gun – Will Travel[32] című amerikai sorozat egyik részének címe „Fogg Bound” (Fogg utazása), melyben a sorozat főhőse, Paladin (Richard Boone) egy ideig elkíséri útján Phileas Foggot (Patric Knowles). A részt 1960. december 3-án sugározták a CBS nevű amerikai csatornán.[33]
- 1963-ban megjelent a The Three Stooges Go Around the World in a Daze (A dilis trió a Föld körül).[34]
- A Hanna-Barbera animációs stúdió által 1969 és 1971 között készített The Cattanooga Cats (Cattanoogai macskák)[35] egyik részének címe 79 nap alatt a Föld körül.
- A Festival of Family Classics (Családi klasszikusok fesztiválja)[36] című rajzfilmsorozat részeként 1972-ben jelent meg a 80 nap alatt a Föld körül, az amerikai Rankin/Bass stúdió és a japán Mushi Production közreműködésével.
- Az egy évados 80 nap alatt a Föld körül című rajzfilmsorozat 1972-ben látott napvilágot az ausztráliai Air Programs International gondozásában.[37] Az NBC csatorna 1972–73 között sugározta Amerikában szombat reggelenként.[38]
- Az 1976-os Csizmás Kandúr a világ körül című animét a Toei Animation készítette.[39]
- A BRB Internacional nevű spanyol stúdió gondozásában létrejött 80 nap alatt a Föld körül Willy Foggal 1983-ban jelent meg, illetve 1993-ban egy második évaddal (ami még két Verne regényt dolgoz fel).[40]
- A Tweety’s High-Flying Adventure (Csőrike magasröptű kalandjai)[41] a Bolondos dallamok több szereplőjét is felvonultató rajzfilm, amit a Warner Brothers adott ki 2000-ben. Csőrikének nemcsak a világot kell körbeutaznia, de 80 macskamancslenyomatot is kell szereznie, miközben Szilveszter támadásait próbálja elhárítani.
- Az alapötletet magában foglaló, de a galaktikus térre kiterjesztett Ginga Shippu Sasuraiger című anime 1983-ban született meg.[42]
- Egy 1989-es háromrészes tévésorozatban Pierce Brosnan Foggot, Eric Idle Passepartout, Peter Ustinov pedig Fixet játssza, illetve több tévésztár is feltűnik kisebb szerepekben. A hősök valamivel nehezebb utat tesznek meg, mint a könyvbéli karakterek, ezenkívül a forgatókönyvíró több helyen is átírta az eredeti cselekményt, történelmi eseményhez (Párizsi kommün) kapcsolva a kor technikai találmányát (Zeppelin léghajója) is beépítette a cselekménybe.[43]

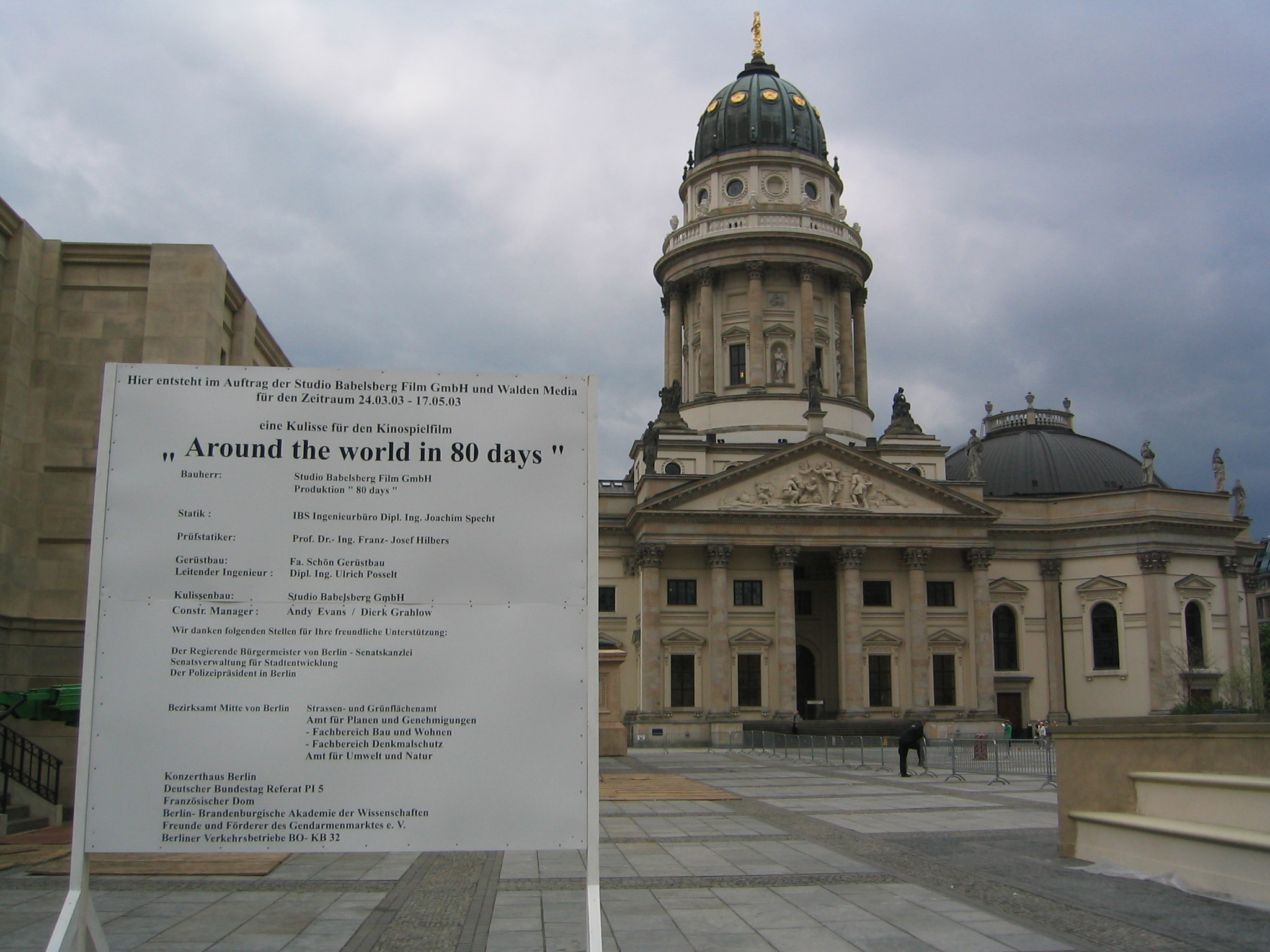
Filmforgatás Berlinben, 2003-ban

- A történetet 2004-ben ismét vászonra vitték, szintén 80 nap alatt a Föld körül címmel. Steve Coogan, Jackie Chan és Cécile de France voltak a főszereplők.[44]
- A BBC Michael Palinnel (aki a Monty Python tagja volt) 1989-ben létrehozott egy sorozatot, amely a könyv útját követi.[45] Ez az egyike azoknak az úti beszámolóknak, amelyeket Michael Palin a BBC-vel tett, s ami sikeres átmenetet képez komikus karrierjével. A legújabb sorozat hasonló formában 2007-ben jelent meg Michael Palin: Új Európa címmel.
- Az Around the World in 80 Plates (80 tányérral a Föld körül)[46] egy amerikai valóságshow, ami 2012. május 9-én kezdődött a Bravo amerikai tévécsatornán. A sorozatban 12 szakácsot követhetünk nyomon, akik 10 országban 44 nap alatt mérik össze tudásukat a szakácsművészet területén. Az egyes epizódokban a versenyzők különböző nagyvárosokba látogatnak, ahol megismerkednek a helyi szokásokkal, a kultúrával és a konyhaművészettel, oly módon, hogy számos kihívásban vesznek részt. A végén egy párbajban csapnak össze, ahol nem csak újra kell alkotni, de új formában fel is kell tálalni a menüket a világhírű éttermeknek és nagy igényeket támasztó tulajdonosaiknak. A műsor házigazdája két professzionális szakács, Curtis Stone és Cat Cora.
- 2021-ben egy 8 részes minisorozatban dolgozták újra a történetet, a főszerepben David Tennanttel (Phileas), Ibrahim Komaval (Passepartout) valamint Leonie Beneschsel, aki a két férfival tartó újságírónőt, Abigail Fix Fortescuet alakítja.[47]

## Képregény
Jules Verne regényét Magyarországon Cs. Horváth Tibor és Fazekas Attila dolgozta fel képregény formában. A 32 oldalas képregényt először a Füles közölte folytatásokban az 1981. év 42. számától az 1982. év 5. számáig.
Az Ifjúsági Lap- és Könyvkiadó 1989-ben jelentette meg a Klasszikusok képregénytára sorozat 2. köteteként.

## Képgaléria Léon Benett rajzaiból

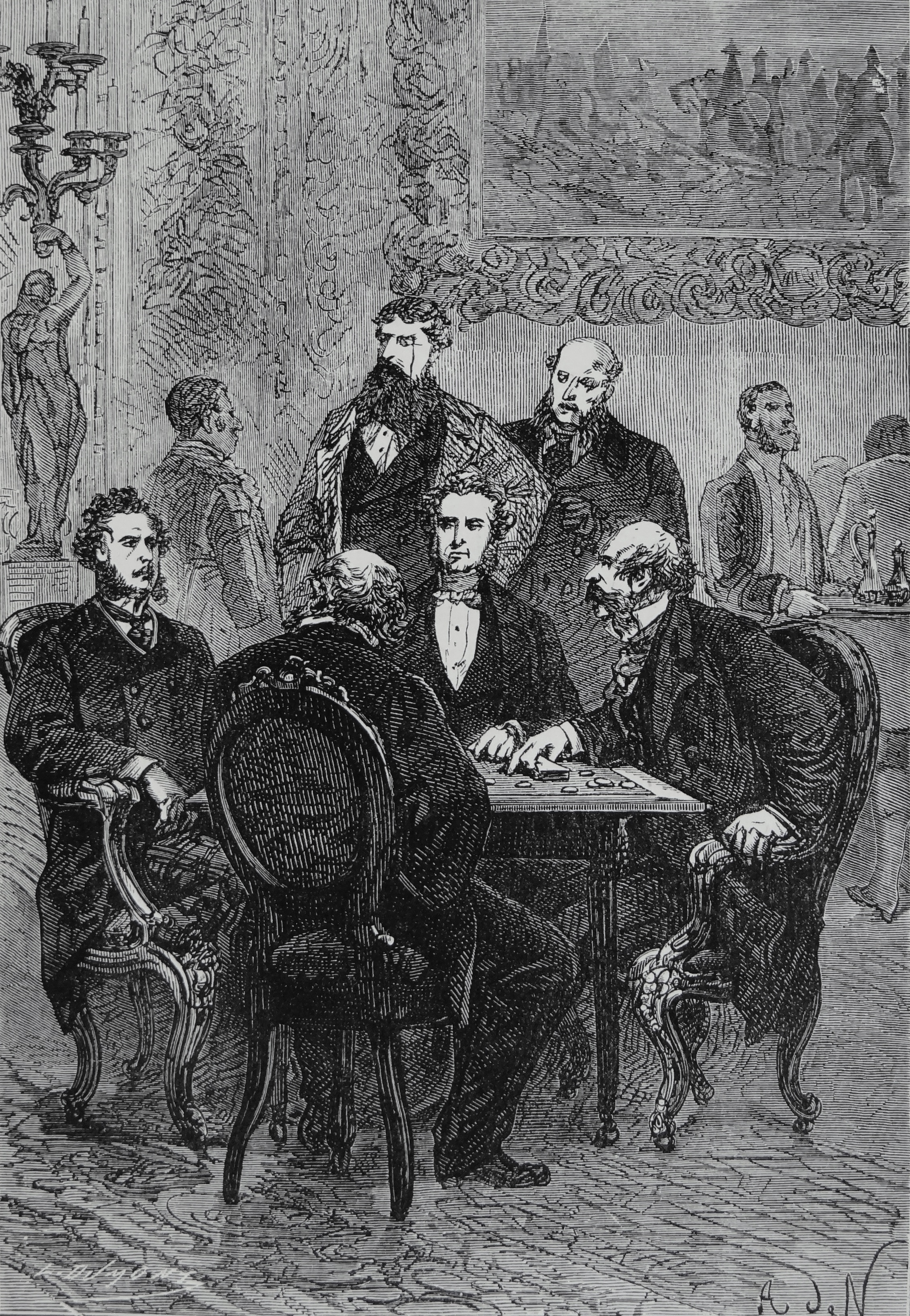
Phileas Fogg fogadása a Reform Klubban
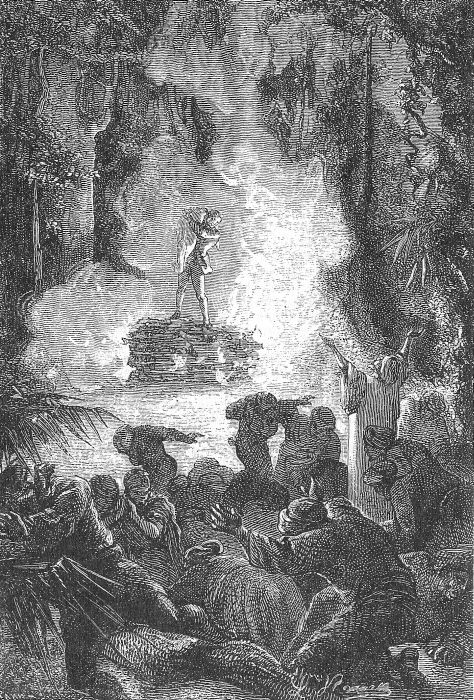
Auda hercegnő megmentése Indiában
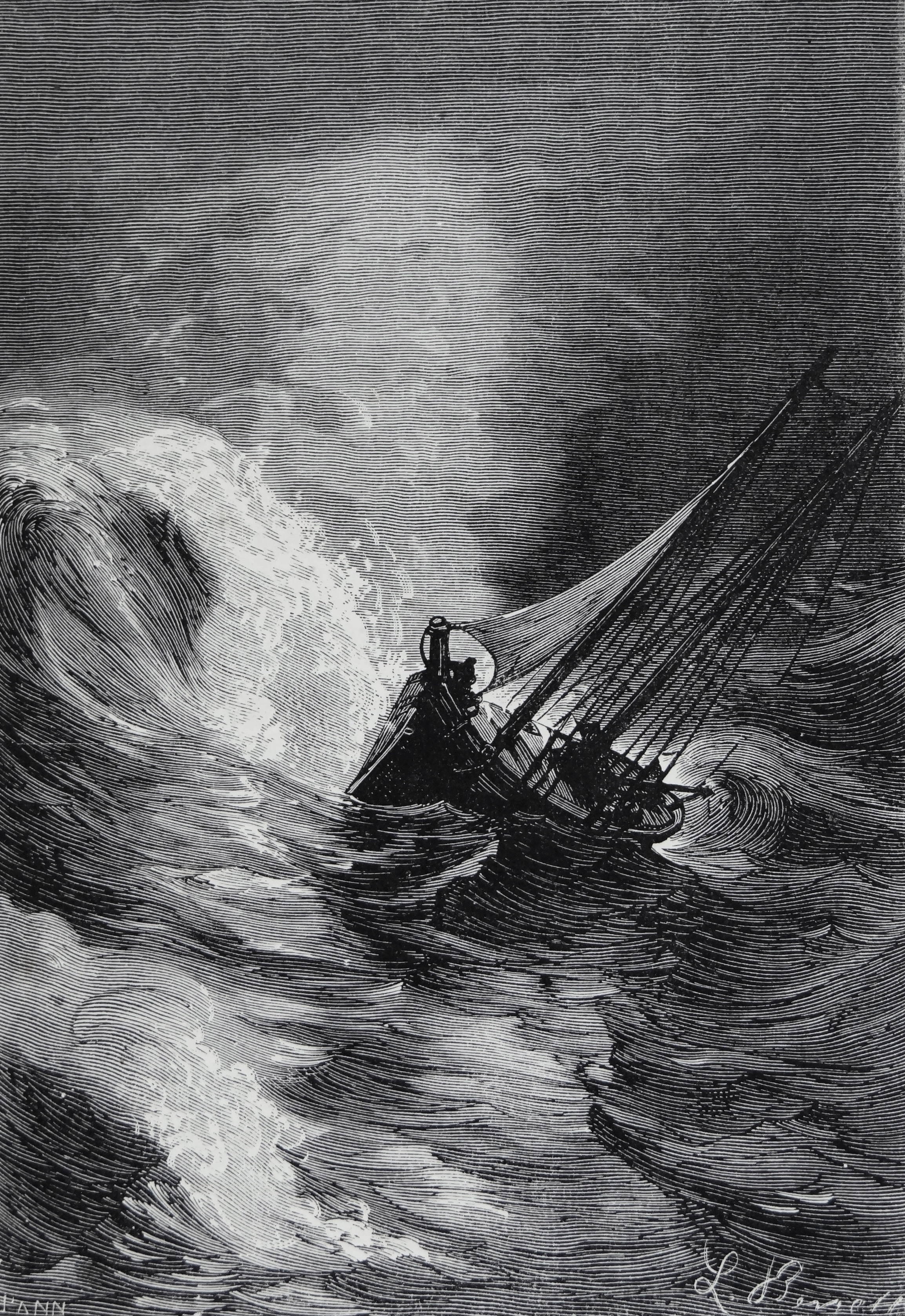
Sanghaj felé: Foggék kétárbócos hajója hatalmas viharban
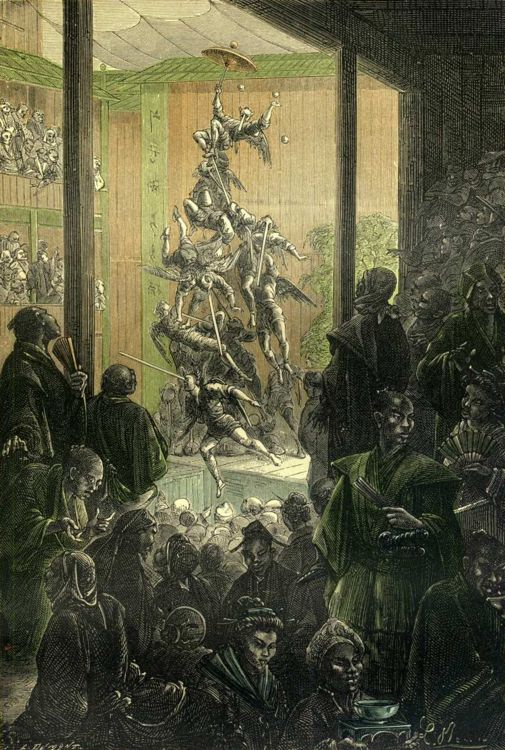
Passepartout cirkuszi akrobataként
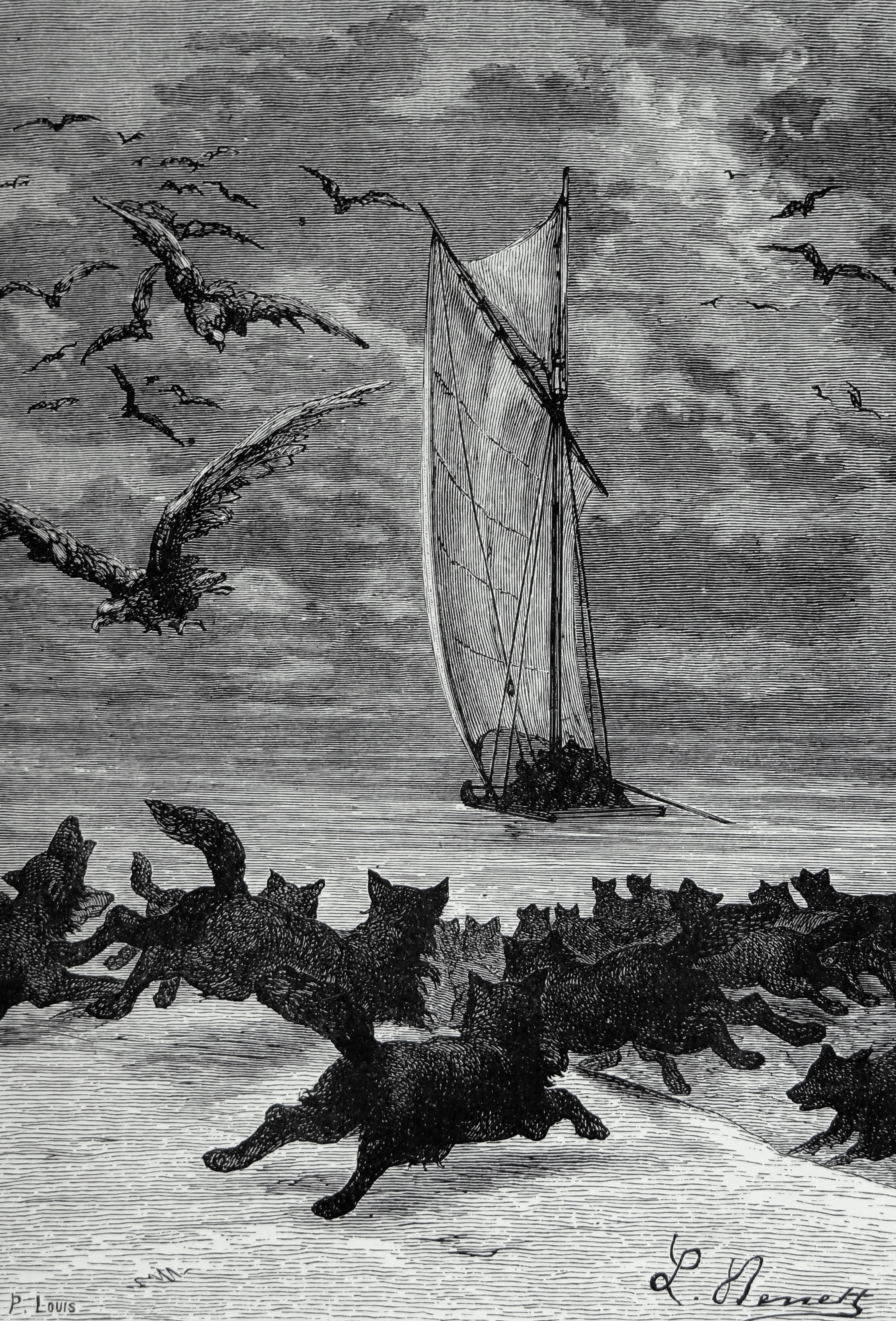
Utazás vitorlás szánnal a prérin keresztül
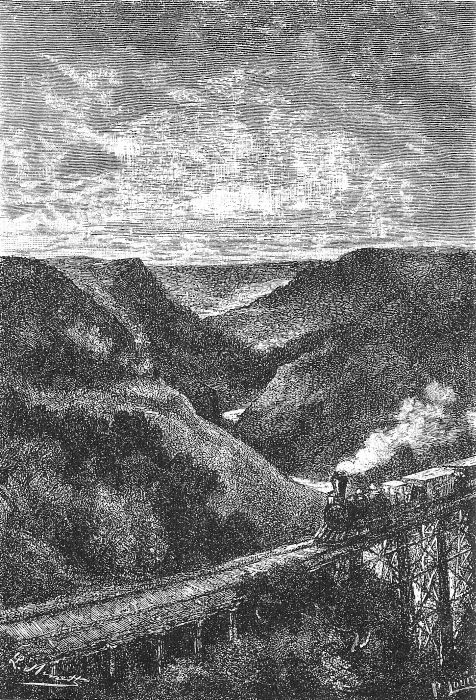
Száguldás egy völgyhídon keresztül
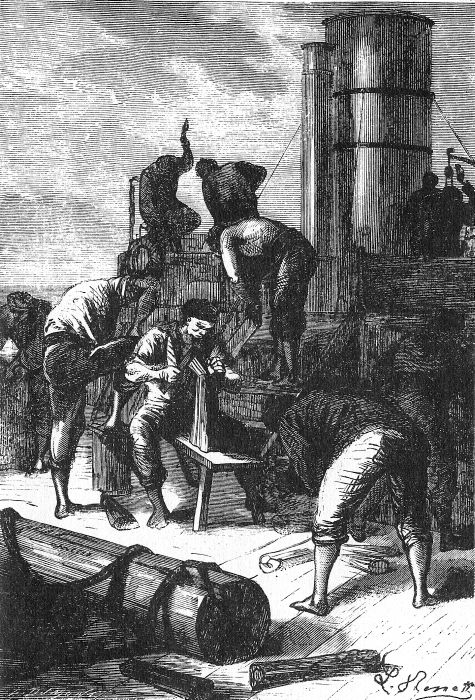
Amikor fogyóban a szén, fával fűtik a gőzhajót
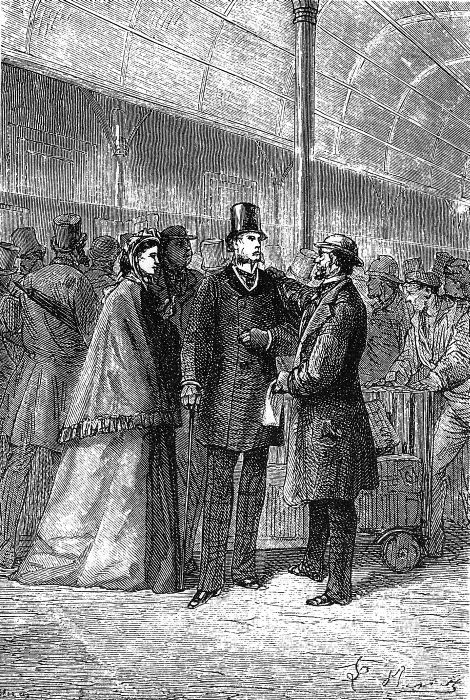
Fix Liverpoolban letartóztatja Foggot
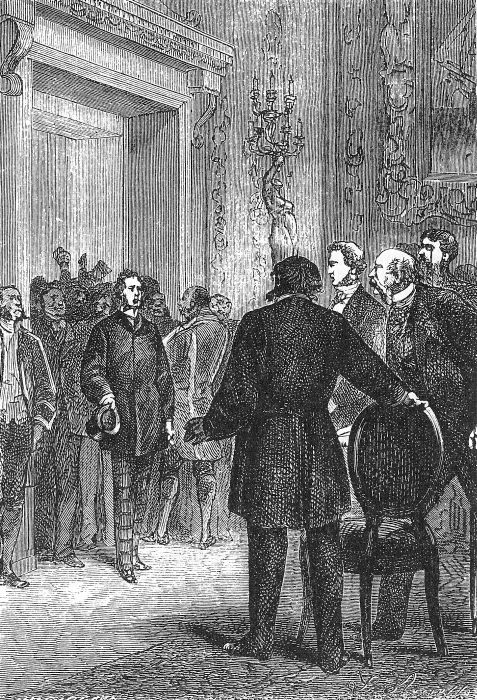
Érkezés az utolsó másodpercben

## Fordítás
- A Háttér és elemzés valamint a Filmfeldolgozások rész az Around the World in Eighty Days című angol Wikipédia-szócikk Background and analysis és Onscreen szakaszának fordításán alapul. Az eredeti cikk szerkesztőit annak laptörténete sorolja fel.